# Air caravan
Air caravan is een studioalbum van Minimum Vital. Deze Franse band brengt onregelmatig albums uit met een wisselende samenstelling, maar altijd zijn de broers Jean-Luc Payssan en Thierry Payssan erbij betrokken. De broers hadden de band eerder al een keer tot een duo (Vital duo) ingekrompen. Ook Air caravan volgde op een stilte van vijf jaar. De muziek is al vanaf 1990 een mengeling van progressieve rock en middeleeuwse invloeden. Het lijkt daarom sterk op muziek van Gryphon, maar daar waar die band authentieke instrumenten gebruikt, gebruikt Minimum Vital nieuwe. Het album werd grotendeels opgenomen in de studio van de gebroeders Studio Vital Musique met Thierry als geluidstechnicus. Na dit album werd het opnieuw stil.

## Musici
- Jean-Luc Payssan – gitaar, percussie, zangstem
- Thierry Payssan – toetsinstrumenten, percussie, zangstem
- Eric Rebeyrol – basgitaar, cornet
- Charly Berna – drumstel

Met Michaël Geyre – accordeon

## Muziek
Alles van de broers Payssan

| Nr. | Titel                    | Duur |
| --- | ------------------------ | ---- |
| 1.  | La compagnie             | 2:01 |
| 2.  | Air caravan              | 5:16 |
| 3.  | Praeludium tarentella    | 1:14 |
| 4.  | Tarantelle               | 5:59 |
| 5.  | King Gürü                | 4:17 |
| 6.  | Le fol                   | 4:44 |
| 7.  | Sliman                   | 5:25 |
| 8.  | Vole (voyageur immobile) | 4:16 |
| 9.  | Jonleries                | 2:16 |
| 10. | El Picador               | 5:13 |
| 11. | Djin Alzawat             | 6;12 |
| 12. | Nimbus                   | 2:10 |
| 13. | Hugues le loup           | 5:30 |

Le fol is een hommage aan Peire Vidal, occitaanse troubadour in de 12e eeuw, ekend als Le Fol of De Wolf.